# Alan Lowenthal

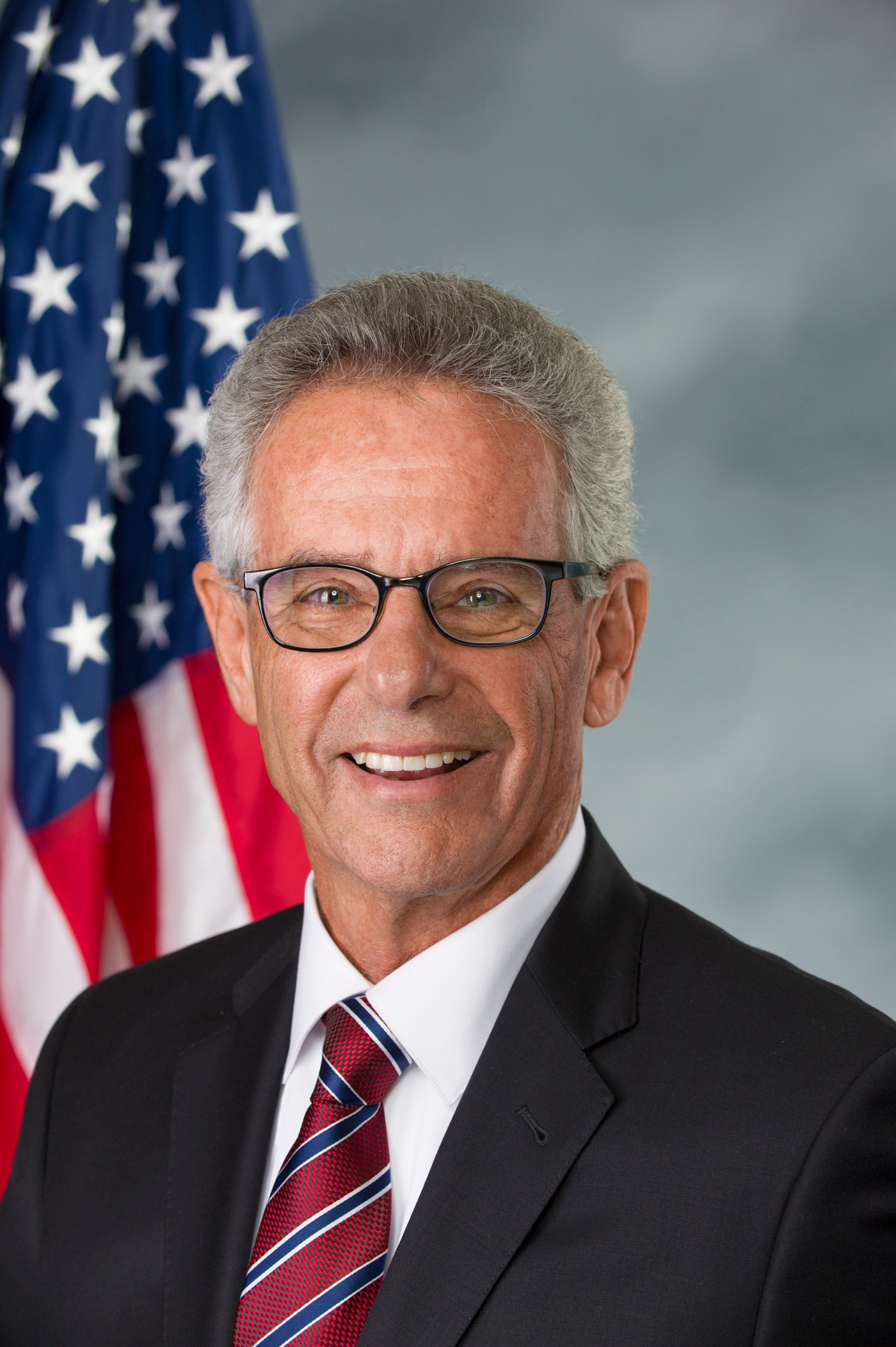
Alan Lowenthal (2013)

Alan Stuart Lowenthal (* 8. März 1941 in Manhattan, New York City, New York) ist ein ehemaliger US-amerikanischer Politiker der Demokratischen Partei. Von 2013 bis 2023 vertrat er den Bundesstaat Kalifornien im US-Repräsentantenhaus.

## Leben
Alan Lowenthal wuchs im Queens Borough in New York City auf. Bis 1962 besuchte er das Hobart College in Geneva (New York), wo er einen Bachelor of Arts erwarb. Danach studierte er bis 1967 an der Ohio State University in Columbus. Dort erwarb er zuerst einen Master of Arts und danach einen Ph.D., unter anderem in Psychologie. Von 1969 bis 1998 lehrte er an der California State University in Long Beach.
Alan Lowenthal ist zum zweiten Mal verheiratet und hat zwei erwachsene Söhne. Seine erste Frau Bonnie Lowenthal war ebenfalls Abgeordnete in der State Assembly Kaliforniens. Sein Sohn Josh Lowenthal ist seit 2022 Abgeordneter in der California State Assembly.

## Politik
Lowenthal war als Mitglied der Demokratischen Partei politisch aktiv. Von 1992 bis 1998 gehörte er dem Stadtrat von Long Beach an; von 1998 bis 2004 war er Abgeordneter in der California State Assembly. Danach saß er von 2004 bis 2012 im Staatssenat.
Bei den Kongresswahlen des Jahres 2012 wurde Lowenthal im 47. Wahlbezirk von Kalifornien in das US-Repräsentantenhaus in Washington, D.C. gewählt, wo er am 3. Januar 2013 die Nachfolge von Loretta Sanchez antrat, die in den 46. Distrikt wechselte. Bei der Wahl setzte er sich gegen den Republikaner Gary DeLong mit einem Vorsprung von 29.530 Stimmen, beziehungsweise 13 % durch. Er war der älteste neue Abgeordnete im 113. Kongress.
Im Dezember 2021 gab Lowenthal bekannt, nach 30 Jahren in gewählten Ämtern, nicht erneut für das Repräsentantenhaus zu kandidieren. Er schied damit am 3. Januar 2023 als Abgeordneter aus. Seine Nachfolge wird seine Parteikollegin Katie Porter antreten, bis bisher den 45. Distrikt repräsentierte.

### Ausschüsse
Lowenthal saß im Committee on Foreign Affairs, im Committee on Natural Resources und im Committee on Transportation and Infrastructure. Er war außerdem Mitglied im Congressional Progressive Caucus sowie 42 weiteren Caucuses.